# لیسا مرکاوسکی
لیسا مرکاوسکی (به انگلیسی: Lisa Murkowski) (زادهٔ ۲۲ مه ۱۹۵۷) سناتور ایالت آلاسکا در سنای ایالات متحده آمریکا است که برای نخستین‌بار در ۲۰ دسامبر ۲۰۰۲ به‌عضویت این مجلس درآمد. وی در زمرهٔ سناتورهای گروه سوم است که به‌مدت ۶ سال در سنا حضور دارند و تا تاریخ ۳ ژانویه ۲۰۱۷ در این مجلس خواهد بود.